# G.B.F.
G.B.F. es una película de comedia independiente estadounidense de 2013, dirigida por Darren Stein y producida por School Pictures, Parting Shots Media y Logolite Entertainment. Hizo su primera presentación oficial en el Festival de Cine de Tribeca en abril de 2013 y en el Festival de Cine Frameline en junio de 2013. La película se centra en dos estudiantes gay, Tanner y Brent, los cuales están en la secundaria. Cuando Tanner es marginado por el resto de sus compañeros, es recogido por un grupo de chicas cool y comienza a superar a Brent en popularidad. El título de la película proviene de la frase en inglés "Gay Best Friend" (mejor amigo gay).
La película está protagonizada por Sasha Pieterse, Natasha Lyonne, Evanna Lynch, Megan Mullally, Andrea Bowen, Joanna "JoJo" Levesque, Xosha Roquemore, Horatio Sanz, Paul Iacono, y Michael J. Willett. La banda sonora de GBF incluye nuevas composiciones de "JoJo", "Michael J. Willett", "Hi Fashion" y "Veva".

## Sinopsis
La guerra social estalla en una escuela secundaria suburbana cuando las tres reinas que gobiernan, compiten en la escuela por el GBF (o mejor amigo gay). GBF cuenta la historia de dos mejores amigos encerrados, Tanner (Michael J. Willett) y Brent (Paul Iacono). Brent anhela la atención y tiene un plan que le hará el chico más popular de la escuela. Él cree que la salida lo hará inmediatamente popular, como el nuevo "accesorio" de las chicas más populares: Tanner por el contrario, prefiere volar bajo el radar y graduarse de la escuela sin ser notado.
Cuando las cosas no salen según lo planeado y Tanner está marginado en lugar de Brent, los dos muchachos van de BFFs de frenemies instantáneos y las tres chicas más populares en la escuela - la reina de la secundaria - bombshell Fawcett (Sasha Pieterse), - la diva del drama- Caprice Caprice (Xosha Roquemore) y - la niña buena - Shley (Andrea Bowen), lanzan una guerra social sin cuartel para ganarle a Tanner para mejorar el estado de la amistad. Mientras tanto, Tanner tiene que elegir entre la popularidad y los amigos que está dejando.

## Antecedentes y producción
George Northy fue un trabajador de publicidad y creador del guion para "GBF", acerca de una escuela con una nueva tendencia: Todas las chicas necesitan tener accesorios más calientes de la temporada, amigos gay. Northy buscó en internet algunos concursos de guiones, y apareció en los listados de Outfest Lab y el Concurso de Guion NewDraft de NewFest. Por el momento ambos festivales dieron la vuelta el pasado verano, Northy fue finalista. Guinevere Turner de Outfest Lab, envió el guion de "GBF" para Darren Stein. Stein le dijo a Indiewire: "Pensé, ya que venía de Ginebra, que sería un guion oscuro. Lo leí y me reía a carcajadas. Se sentía como una película de adolescentes clásica. Era tan sarcástico e inteligente, algo cerca de mi corazón y culturalmente relevante. Estaba muy, muy emocionado".
Después de leer el guion Stein decidió dirigir la película y pasarlo a su mánager que consiguió inversores que participan en el proyecto. Raven Symone estaba en conversaciones para protagonizar la película después de leer la tabla pero finalmente dejó el proyecto. Con la ayuda de él y Lab Outfest en forma de Esteban Israel y Richard Bever. Stein y Northy pudieron recaudar $100,000 en fondos para rodar la película.
La película fue filmada en Los Ángeles durante 18 días por el director Darren Stein.

## Elenco
- Sasha Pieterse como Fawcett.
- Michael J. Willett como Tanner.
- Andrea Bowen como 'Shley.
- Xosha Roquemore como Caprice.
- Paul Iacono como Brent Van Camp.
- Joanna "JoJo" Levesque como Soledad.
- Molly Tarlov como Sophie.
- Natasha Lyonne como Ms. Hoegel
- Evanna Lynch como McKenzie Price.
- Megan Mullally como Mrs. Van Camp

## Festivales
- 19 de abril de 2013 - Tribeca Film Festival
- 5 de junio de 2013 - Seattle International Film Festival
- 30 de junio de 2013 - Frameline Film Festival
- 21 de julio de 2013 - Outfest Film Festival
- 21 y 23 de agosto de 2013 - Vancouver Queer Film Festival
- 14 de septiembre de 2013 - Roanoke Diversity Film Festival
- 12 de octubre de 2013 - Tampa International Gay and Lesbian Film Festival
- 20 de octubre de 2013 - Louisville LGBT Film Festival
- 20 de octubre de 2013  - Chéries-Chéris Film Festival